# シネマテーク
シネマテーク（フランス語: cinémathèque, 英語: cinematheque）は、上映ホールを備えたフィルム・アーカイヴ、およびその組織である。

## 略歴・概要
1935年（昭和10年）にアンリ・ラングロワとジョルジュ・フランジュが、フランスの首都パリで、旧作フィルムを上映するためのシネクラブ「セルクル・デュ・シネマ」を結成し、翌1936年（昭和11年）に発展的に組織した「シネマテーク・フランセーズ」をはじまりとする。ラングロワらが「シネマテーク」を組織した当時、過去の映画作品をアーカイヴするという考え方は、存在していなかったに等しかった。ラングロワは、映画会社がすでに廃棄していた大量のフィルムを保存することができた。
イギリスでは、1933年（昭和8年）に英国映画協会がロンドンに設立されている。ベルギーでは、1938年（昭和13年）にアンリ・ストルク、アンドレ・ティリフェ、ピエト・ヴェルメーレンが、ベルギー王立シネマテークを設立している。同年、フィルム・アーカイヴの国際的組織、国際フィルムアーカイヴ連盟（FIAF）が設立されている。
スペイン語、ポルトガル語ではシネマテカ（Cinemateca）、ドイツ語ではキネマテク（Kinemathek）、イタリア語ではチネテカ（Cineteca）という語に受容されている。

## おもなシネマテーク
シネマテークの語を冠するもののみ
- シネマテーク・フランセーズ : Cinémathèque Française - パリ  フランス
- シネマテーク・ド・トゥールーズ : Cinémathèque de Toulouse - トゥールーズ  フランス
- シネマテーク・ド・サン＝テティエンヌ : Cinémathèque de Saint-Étienne - サン＝テティエンヌ  フランス
- シネマテーク・ド・ブルターニュ : Cinémathèque de Bretagne - ブレスト  フランス
- シネマテーク・スイス : Cinémathèque suisse - ローザンヌ  スイス
- ベルギー王立シネマテーク : Cinémathèque royale de Belgique - ブリュッセル  ベルギー
- アメリカン・シネマテーク : American Cinematheque - ロサンゼルス  アメリカ合衆国
- メルボルン・シネマテーク : Melbourne Cinematheque - メルボルン  オーストラリア
- ブロードウェイ・シネマテーク : Broadway Cinematheque -  香港
- シネマテーク・ケベコワーズ : Cinémathèque québécoise - モントリオール  カナダ
- テルアヴィヴ・シネマテーク : Tel Aviv Cinematheque - テルアヴィヴ  イスラエル
- シネマテカ・ポルチュゲーザ : Cinemateca Portuguesa - リスボン  ポルトガル
- エルサレム・シネマテーク : Jerusalem Cinematheque - エルサレム  イスラエル
- ハイファ・シネマテーク : Haifa Cinematheque - ハイファ  イスラエル
- シネマテカ・ウルグアヤ : Cinemateca Uruguaya - モンテヴィデオ  ウルグアイ
- ドイチェ・キネマテク : Deutsche Kinemathek - ベルリン  ドイツ
- パシフィック・シネマテーク : Pacific Cinematheque - ヴァンクーヴァー  カナダ
- シネマテーク・オンタリオ : Cinematheque Ontario - トロント  カナダ

## 関連事項
- フィルム修復 （fr:Conservation et restauration des films, en:Film preservation）
- 国立映画アーカイブ （旧・東京国立近代美術館フィルムセンター）